# Камбьязо, Джамбаттиста
Джованни Баттиста Камбьязо (итал. Giovanni Battista Cambiaso; Генуя,1711 — Генуя, 1772) — дож Генуэзской республики.

## Биография
Родился в Генуе в 1711 году. Сын Джованни Мария Камбьязо и Катерины Ронкальи, был вписан в Золотую книгу генуэзской знати в 1731 году. Род Камбьязо происходил из веронской ветви семьи Скала и обосновался после XIV века в долине Польчевера, когда он выступил в поддержку гибеллинов во время кровавой борьбы группировок в этот период.  
В молодости получил хорошее образование, совершил поездку по дворам Франции и Англии, после чего вернулся в Геную и начал политическую карьеру. В 1746 году, во время войны за австрийское наследство, он был губернатором Савоны и организовал оборону города от войск герцога Карла Эммануила III, наряду с обычными солдатами и крестьянами.
Он вернулся в Геную после окончания конфликта, занимал важные политические посты, при этом не бросал свои литературные увлечения. В 1751 году он женился в соборе Сан-Лоренцо на дворянке Марии Томмазине Бальби, которая родила ему девять детей - шесть девочек и трех мальчиков.

### Правление и последние годы
16 апреля 1771 года он был избран дожем, 276 голосами из 366, а 8 февраля 1772 года состоялась великолепная церемония его коронации. На банкет было потрачено свыше 483.000 генуэзских лир. 
Во время его короткого правления был проведен ремонт Дворца дожей: были восстановлены витражи и позолота. Дож также финансировал строительство дороги через долину Польчевера, через Сампьердарену к Нови, взамен старой дороги, шедшей через холмы. Открытие этой дороги, названной в его честь Camblasia, способствовало экономическому развитию местности. На самом деле строительство дороги было направлено на то, чтобы соединить столицу с владениями Камбьязо в долине, в чем впоследствии обвиняли уже умершего дожа. 
Тем не менее, в знак благодарности, при жизни Камбьязо Сенат распорядился поместить в зале Дворца дожей статую дожа.
Камбьязо не смог завершить свой мандат. Он неожиданно умер на посту, в Генуе, 23 декабря 1772 года. Был похоронен в базилике Сан-Сиро.